# Haus Schaumburg-Lippe

Wappen des Hauses Schaumburg-Lippe

Das Haus Schaumburg-Lippe zählt zu den hochadeligen Familien Europas. Der Name bezieht sich auf die Schaumburg im Wesergebirge und die Grafen zur Lippe, die 1647 in einer Nebenlinie die Grafen der neu gebildeten Grafschaft Schaumburg-Lippe („Schaumburg lippischen Anteils“) stellten. Das Territorium lag im heutigen Land Niedersachsen, zeitweise mit Ämtern im heutigen Land Nordrhein-Westfalen. 1807 stiegen die Grafen im Rahmen umfangreicher, von Napoleon initiierter Machtverschiebungen (siehe Rheinbund) zu Fürsten auf (Fürstentum Schaumburg-Lippe). 1918 dankte Fürst Adolf II. ab. Das Haus zählt gegenwärtig (2007) 24 Mitglieder, von denen nur ein Teil in Schaumburg-Lippe lebt.

## Geschichte

### Frühe Neuzeit
Das Adelshaus Schaumburg-Lippe entstand 1647 durch die Aufteilung des Erbes der Grafschaft Schaumburg unter dem Haus Braunschweig-Lüneburg, den Landgrafen von Hessen-Kassel und den Grafen zur Lippe. Graf Otto V. zu Holstein-Schaumburg verstarb 1640 ohne Erben. In mehreren Verträgen wurde die Teilung 1647 festgelegt und im Oktober 1648 im Westfälischen Friedensvertrag bestätigt. Als Ergebnis dieser Teilung gab es ab 1647 eine mit Hessen-Kassel durch Personalunion verbundene Grafschaft Schaumburg (hessischen Anteils) und die Grafschaft Schaumburg (lippischen Anteils), in der die begründende Nebenlinie des lippischen Grafenhauses Lippe-Alverdissen regierte. Stammvater der Dynastie wurde Graf Philipp I. von Lippe-Alverdissen. Das von ihm beherrschte Territorium wurde später meist als Schaumburg-Lippe bezeichnet.

### 19. Jahrhundert

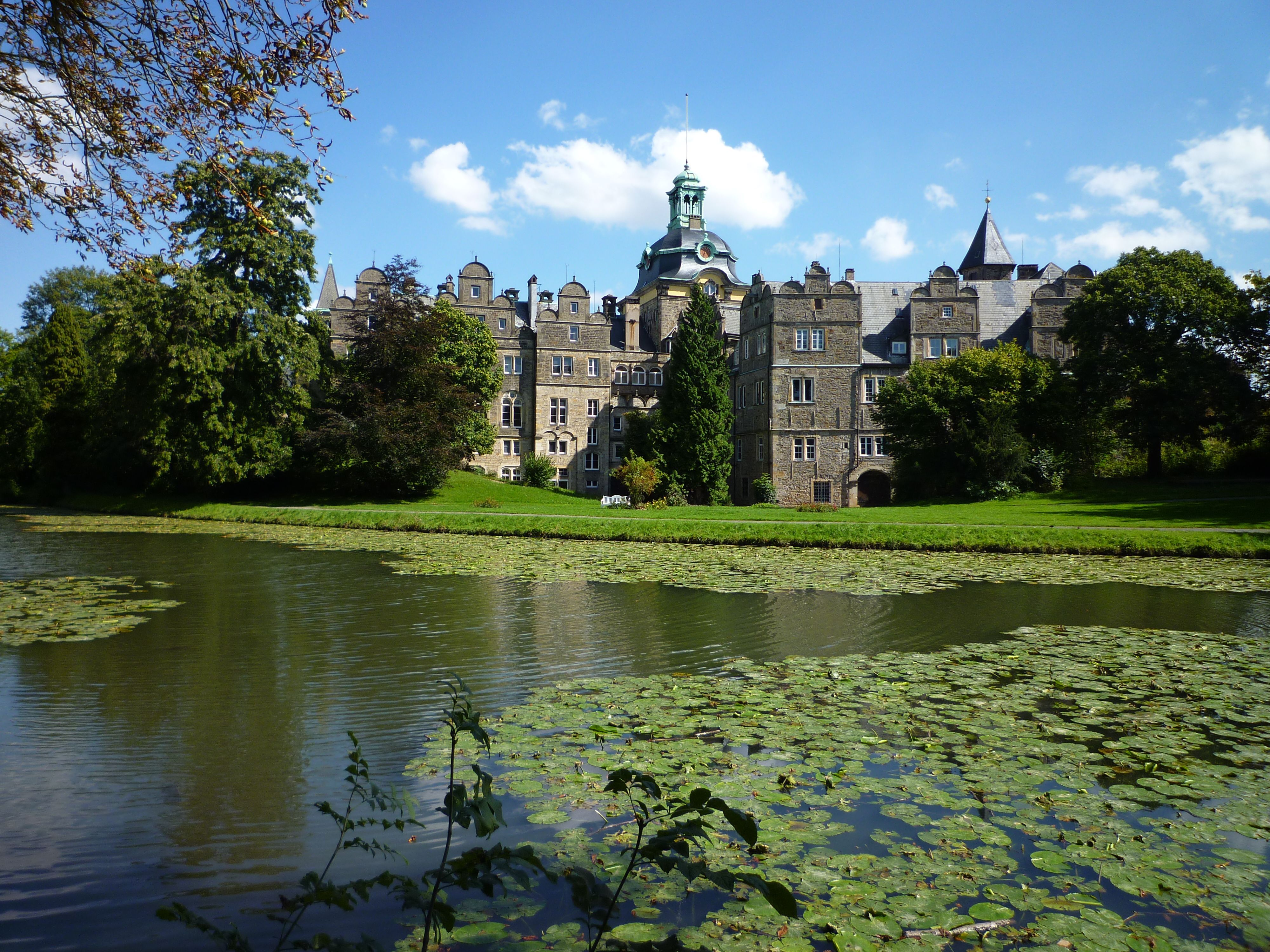
Schloss Bückeburg, Stammsitz des Hauses

Nachdem Graf Georg Wilhelm (1784–1860) 1807 die Regierung übernommen hatte, wurde er am 18. April 1807 durch Beitritt zum Rheinbund faktisch zum Fürsten erhöht. 1815 trat das Fürstentum dem Deutschen Bund bei und wurde nach 1871 ein Bundesstaat des Deutschen Reiches. Georg Wilhelm, der zunächst noch innenpolitische Reformen unterstützt hatte (Einführung einer modernen Grundsteuer 1812, Landstände mit einer Vertretung der Bauern 1815), musste im Wiener Kongress feststellen, dass das Land keine Gebietserweiterung erwarten konnte und mit einer Mediatisierung zu rechnen sei. Deshalb wurden in den folgenden Jahren mehrere große Güter in Südosteuropa aufgekauft, um eine dauerhafte Absicherung der Familie zu gewährleisten. Als eines von drei souveränen Fürstenhäusern erhielt das Haus Schaumburg-Lippe wegen der böhmischen und österreichischen Besitzungen fortan einen erblichen Sitz im Herrenhaus, dem Oberhaus des österreichischen Reichsrates.
Von 1895 bis 1905 versuchte der Fürst, seine Erbansprüche auf das Fürstentum Lippe in einem rechtshistorisch bedeutsamen Erbfolgestreit durchzusetzen, was ihm jedoch nicht gelang. Fürst Adolf II. verzichtete am 15. November 1918 als einer der letzten deutschen Monarchen auf seinen Thron.

### Weimarer Zeit und Nationalsozialismus
Nach dem Ersten Weltkrieg verlor das Haus zwar die Regentschaft, jedoch nur einen Teil seine Besitzungen als nunmehr Privatpersonen.
Zur Zeit des Nationalsozialismus traten einige Mitglieder des Hauses Schaumburg-Lippe schon vor dem Regierungsantritt Hitlers der NSDAP bei, darunter als wohl prominenteste Beispiele Friedrich-Christian Prinz zu Schaumburg-Lippe, der persönliche Referent von NS-Propagandaminister Joseph Goebbels, sowie Stephan zu Schaumburg-Lippe und dessen Frau Ingeborg Alix von Oldenburg, die als führendes Mitglied des SS-Helferinnenkorps im NS-Staat aktiv war. Das Paar war eng befreundet mit Heinrich Himmler.

### 1946 bis heute
Nach dem Zweiten Weltkrieg verlor auch das Land Schaumburg-Lippe seine Eigenständigkeit und wurde 1946 dem neugegründeten Land Niedersachsen einverleibt. Ein Volksentscheid vom 19. Januar 1975 zur Wiederherstellung des ehemaligen Landes (nach Art. 29 GG) wurde trotz positiven Ausgangs vom Bundesgesetzgeber zurückgewiesen.

## Herrscher und Hauschefs

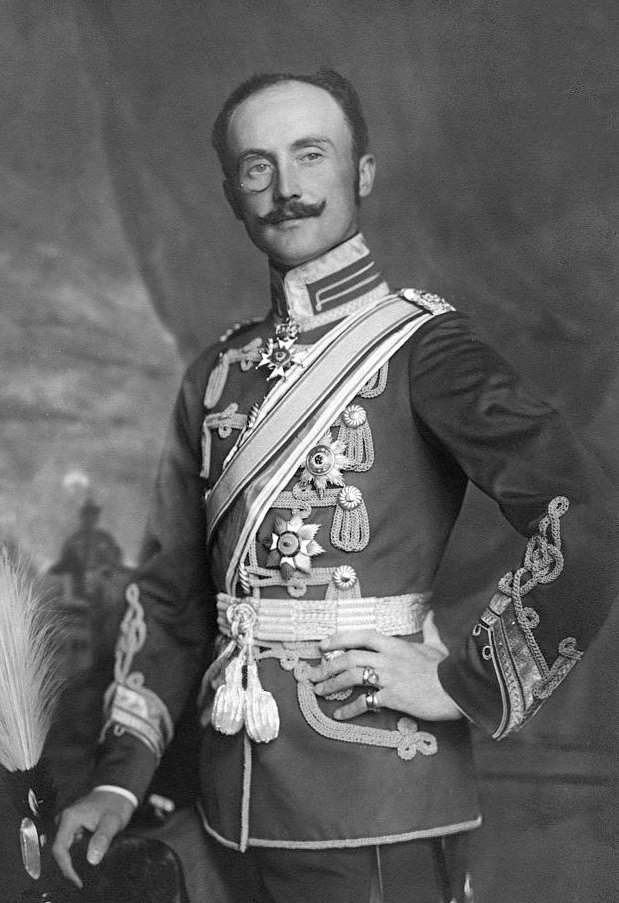
Adolf II., letzter regierender Fürst von Schaumburg-Lippe

### Grafen
- 1647–1681: Philipp (1601–1681)
- 1681–1728: Friedrich Christian (1655–1728)
- 1728–1748: Albrecht Wolfgang (1699–1748)
- 1748–1777: Wilhelm (1724–1777)
- 1777–1787: Philipp Ernst (1723–1787)
- 1787–1807: Georg Wilhelm (unter Vormundschaft seiner Mutter Juliane Landgräfin von Hessen-Philippsthal und Graf Ludwig von Wallmoden-Gimborn)

### Fürsten
- 1807–1860: Georg Wilhelm (1784–1860)
- 1860–1893: Adolf I. (1817–1893)
- 1893–1911: Georg (1846–1911)
- 1911–1918: Adolf II. (1883–1936)

### Chefs des Hauses
- 1911–1936: Adolf II. (1883–1936)
- 1936–1962: Wolrad zu Schaumburg-Lippe (1887–1962)[5]
- 1962–2003: Philipp Ernst zu Schaumburg-Lippe (1928–2003)[5]
- seit 2003: Alexander zu Schaumburg-Lippe (* 1958)[5]

## Weitere Familienmitglieder

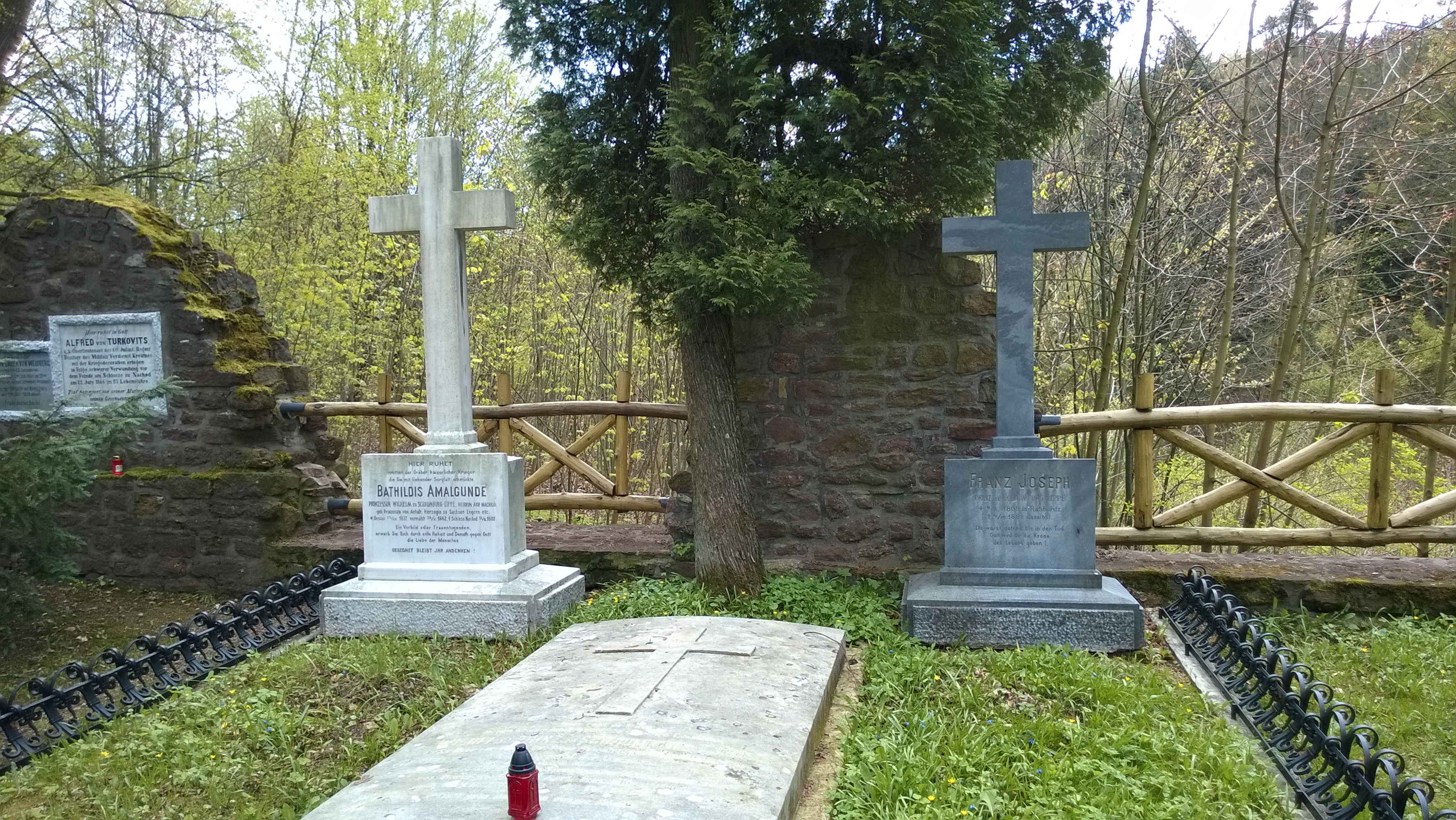
Friedhof am weißen Kreuz beim Schloss Nachod mit Gräbern des Wilhelm zu Schaumburg-Lippe und seinen Angehörigen

Weitere bekannte Vertreter der Familie waren Juliane von Hessen-Philippsthal (1761–1799), Regentin des Fürstentums von 1787 bis 1799; Wilhelm zu Schaumburg-Lippe (1834–1906), Besitzer der Sekundogenitur-Fideikommiss-Herrschaft Nachod-Chwalkowitz und k. u. k. General der Kavallerie; Charlotte zu Schaumburg-Lippe (1864–1946), letzte Königin von Württemberg; Max zu Schaumburg-Lippe (1898–1974), ein deutsch-österreichischer Automobilrennfahrer; Friedrich Christian zu Schaumburg-Lippe (1906–1983), Politiker und Propagandist der NSDAP.

## Residenzen der fürstlichen Familie
Die Familie hat beziehungsweise hatte eine Anzahl von Schlössern und Palais in ihrem Besitz. Dazu zählen bis heute im Schaumburger Land das Schloss Bückeburg, die Festung Wilhelmstein im Steinhuder Meer, das Jagdschloss Baum sowie in Österreich das Forstgut Steyrling. Ehemalige Besitzungen sind auch Schloss Stadthagen, das Schloss Hagenburg, das Palais Bückeburg, Schloss Alverdissen (bis 1812), Burg Blomberg und die Arensburg (bis 1940). Das österreichische Schloss Klaus war von 1889 bis 1940 im Besitz. Im 19. Jahrhundert investierte das Fürstenhaus in Grundbesitz in Mecklenburg und erwarb insgesamt 9139 Hektar, darunter 1816 Schloss Remplin (bis 1848), in 1841 Gut und Herrenhaus Vietgest sowie 1896 Gut Krümmel.
1842 erwarb Fürst Georg Wilhelm die böhmische Herrschaft Nachod mit Schloss Náchod, Schloss Chwalkowitz und Schloss Ratibořice. Er wandelte den Besitz zu einer Sekundogenitur für seinen dritten Sohn Wilhelm zu Schaumburg-Lippe um. Letzter Besitzer war Friedrich zu Schaumburg-Lippe, dessen Nachkommen nach dem Ende des Zweiten Weltkrieges 1945 entschädigungslos enteignet wurden. 
Weitere agnatische Besitze waren das Palais Schaumburg in Bonn und im 20. Jahrhundert zeitweise das oberösterreichische Schloss Walchen.

### Heutiger Besitz

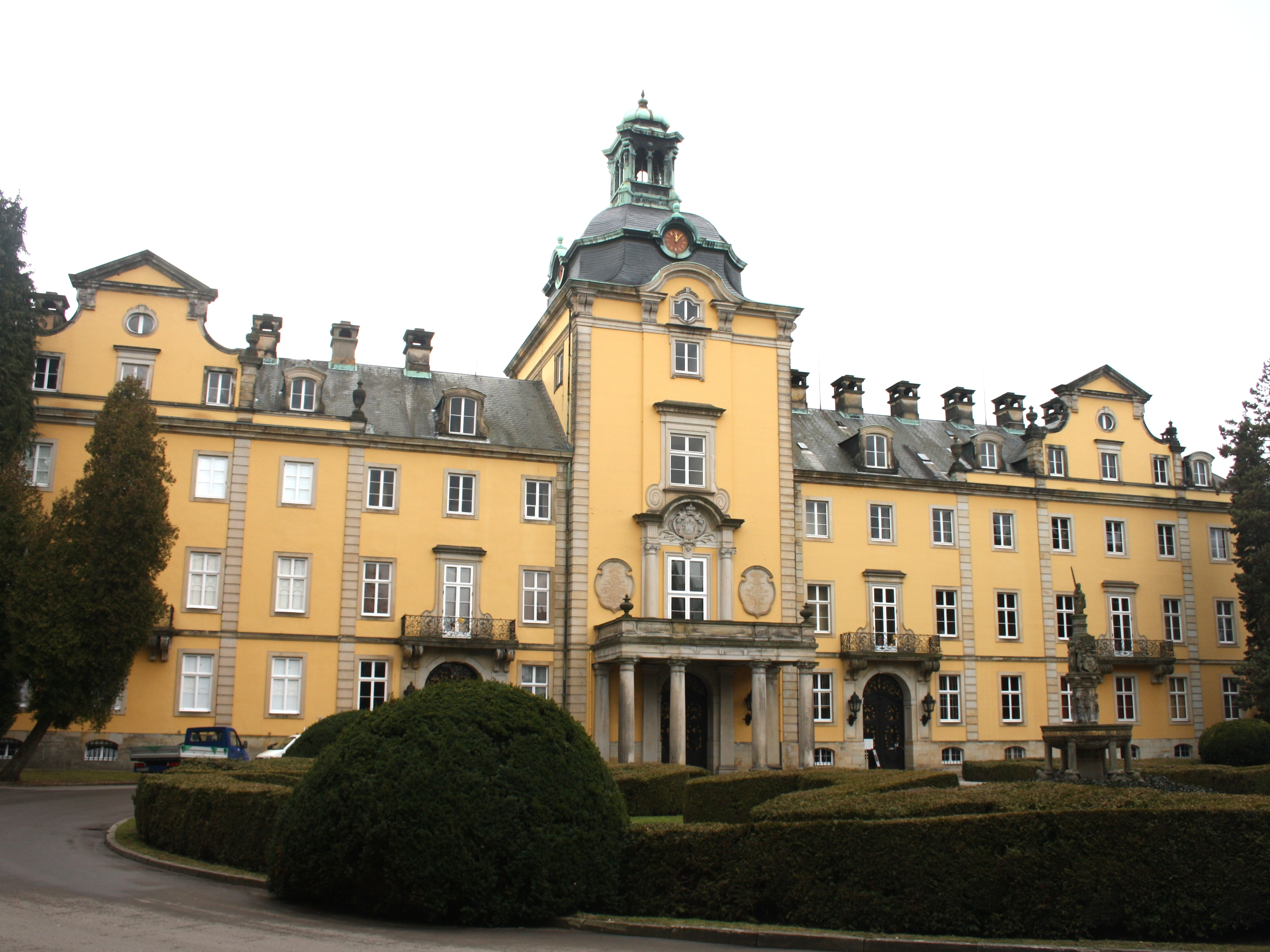
Schloss Bückeburg, Landkreis Schaumburg
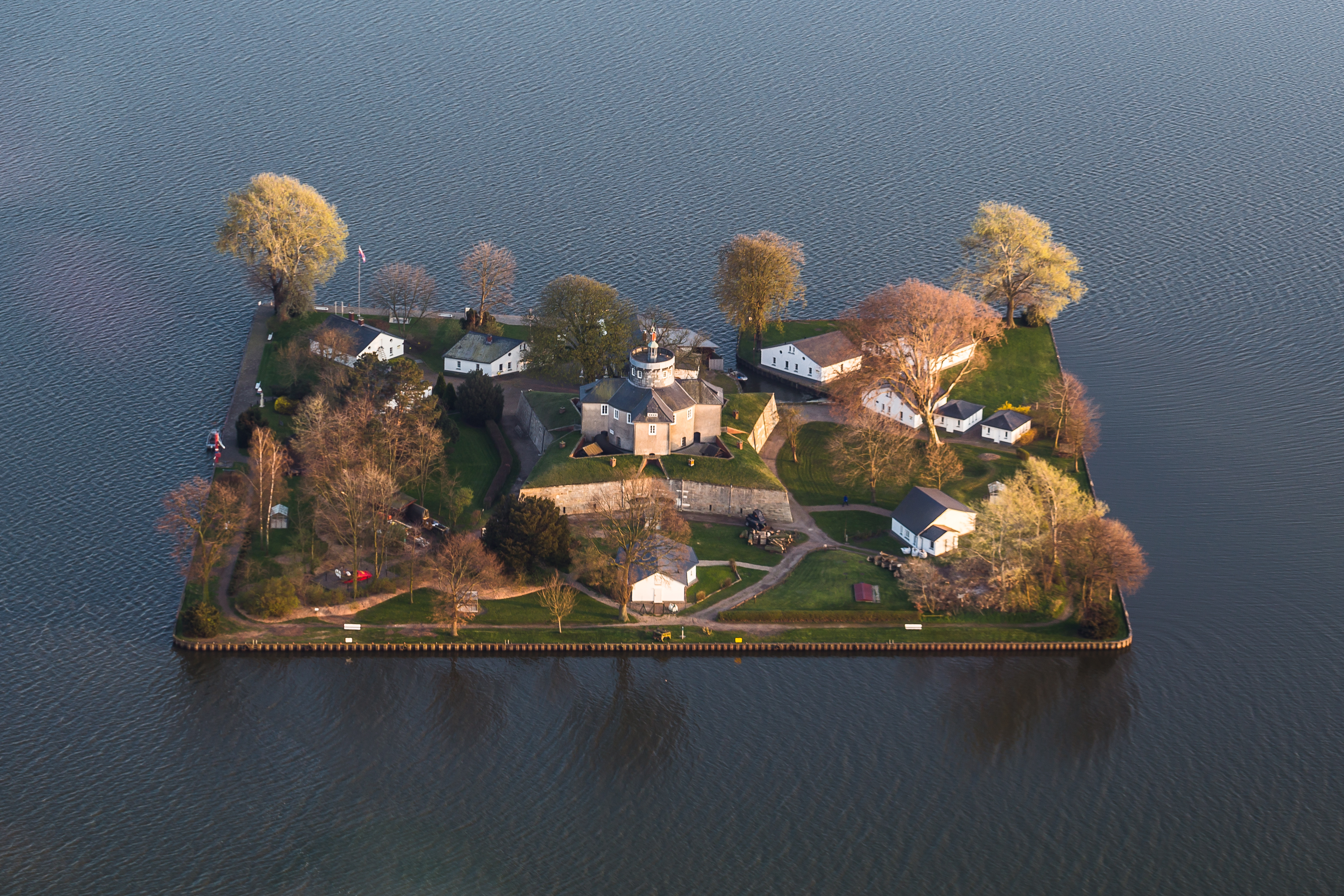
Insel mit Festung Wilhelmstein im Steinhuder Meer
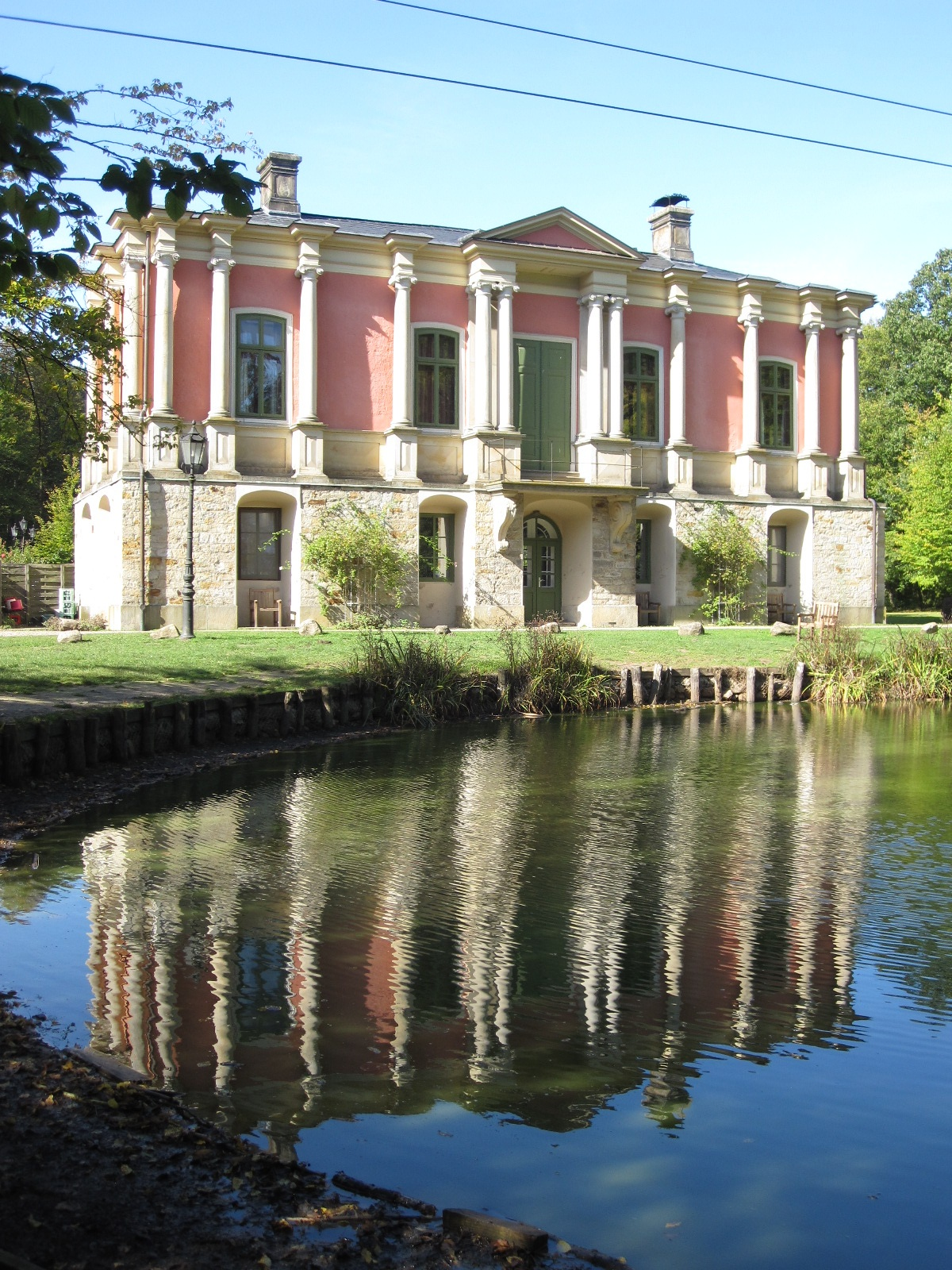
Jagdschloss Baum bei Bückeburg

### Früherer Besitz

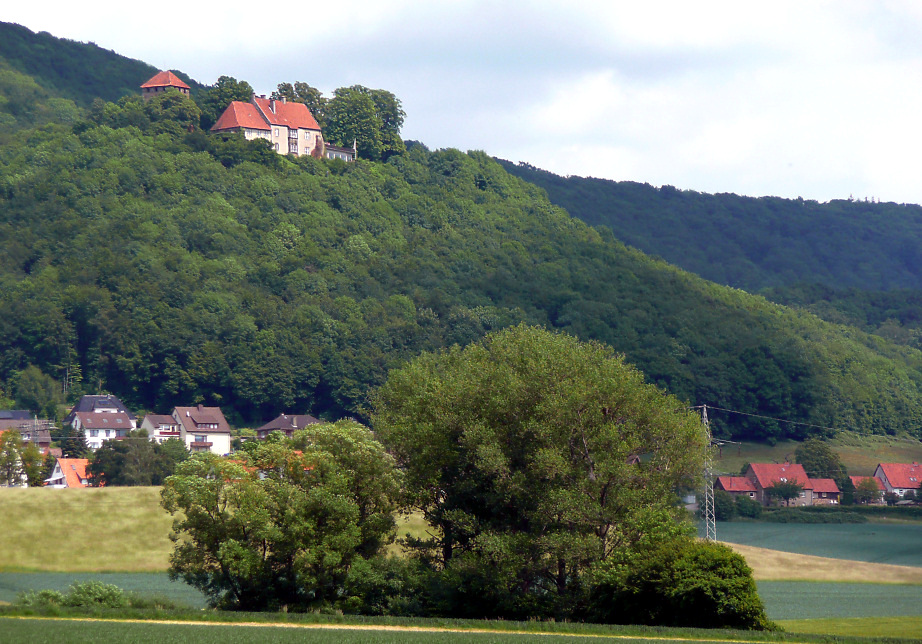
Die Schaumburg bei Rinteln, Landkreis Schaumburg
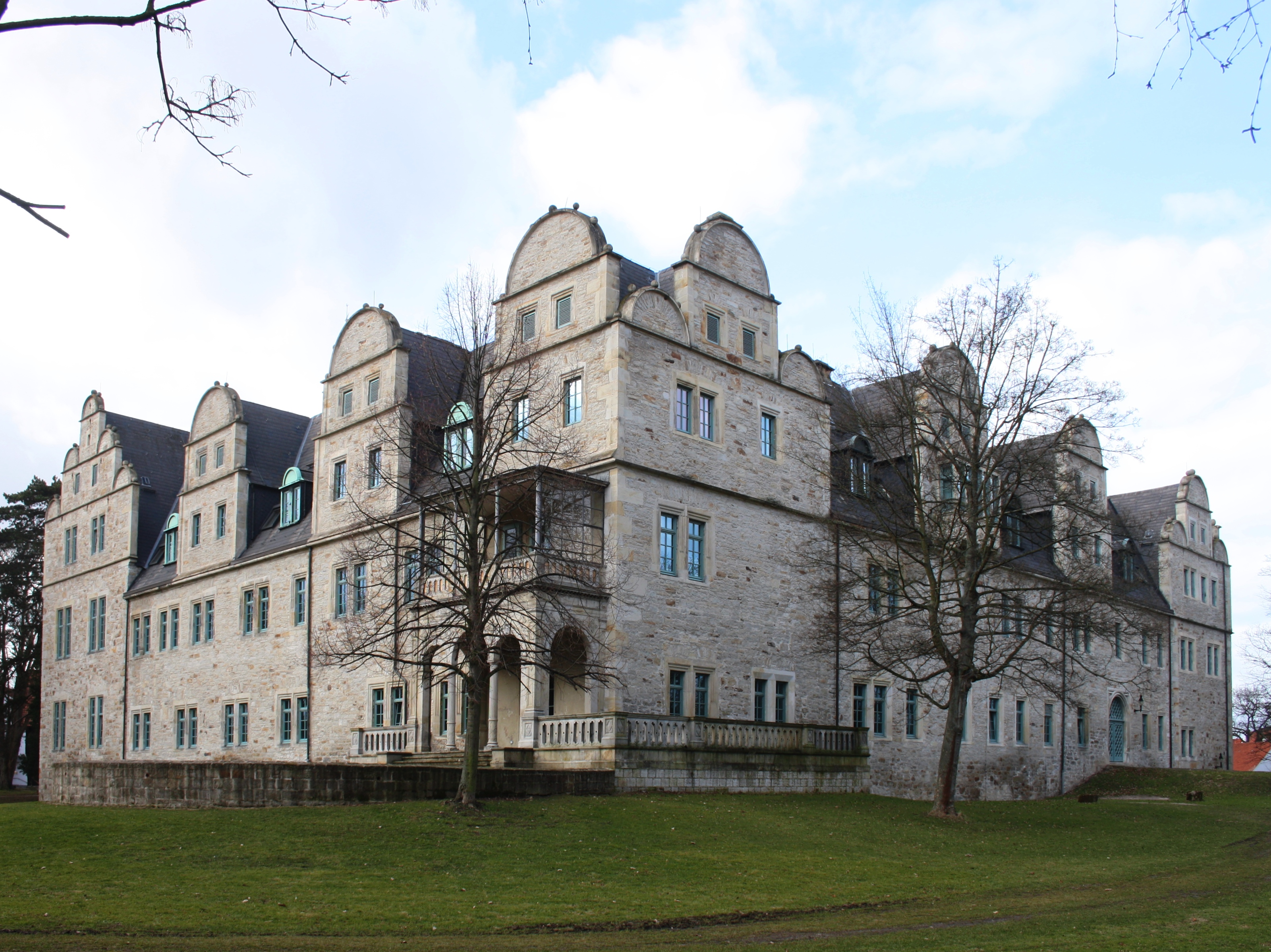
Schloss Stadthagen, Landkreis Schaumburg
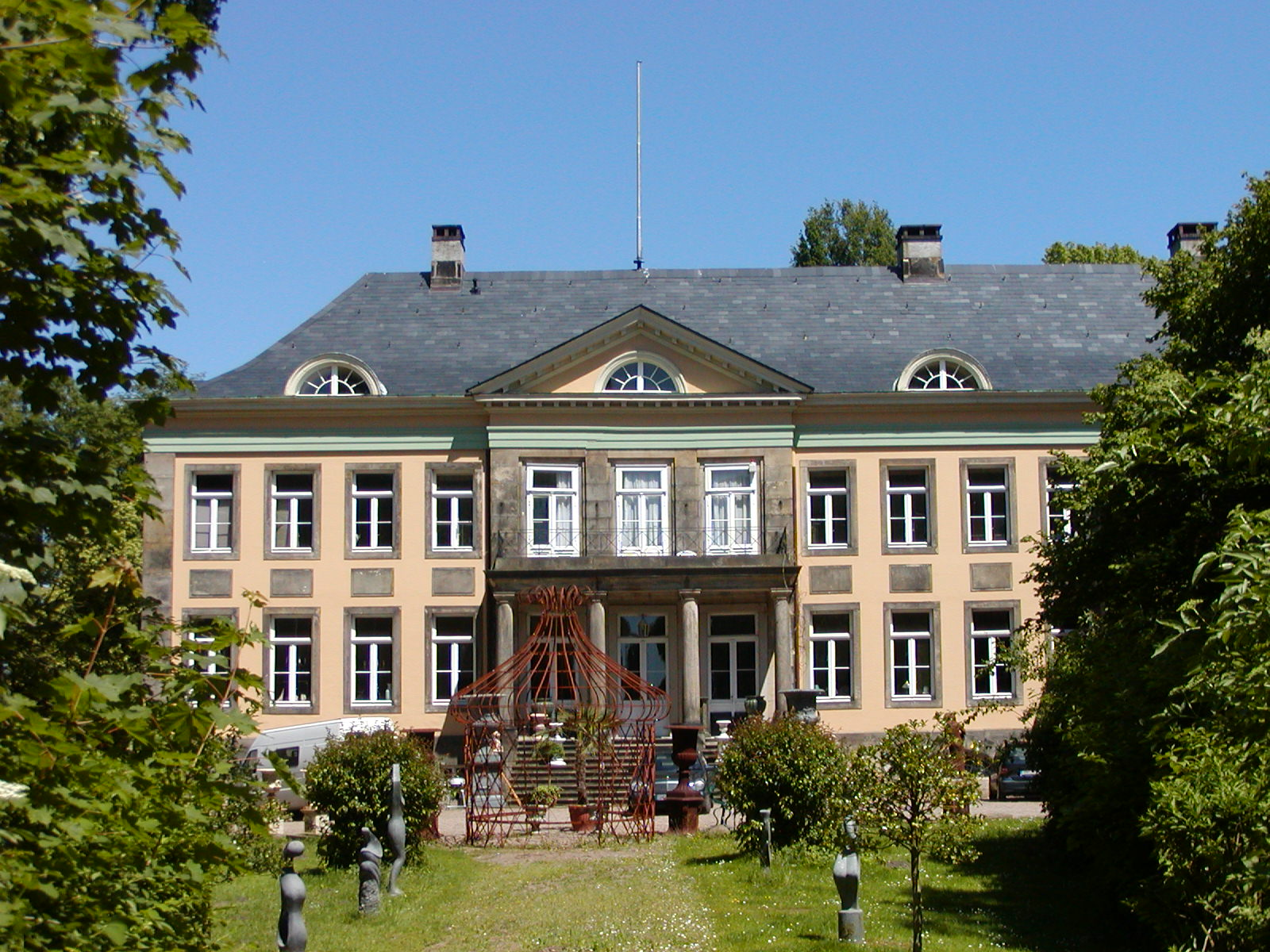
Schloss Hagenburg am Steinhuder Meer, Landkreis Schaumburg
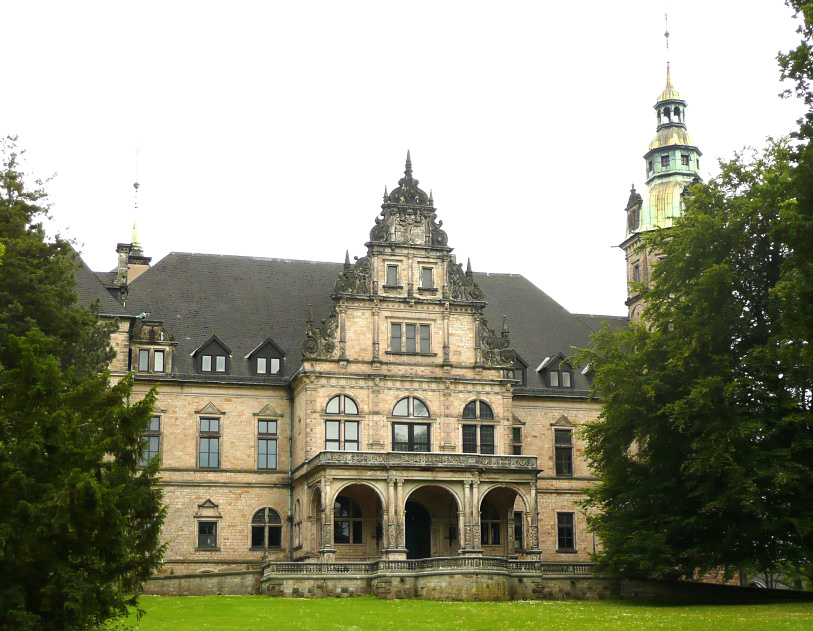
Palais Bückeburg
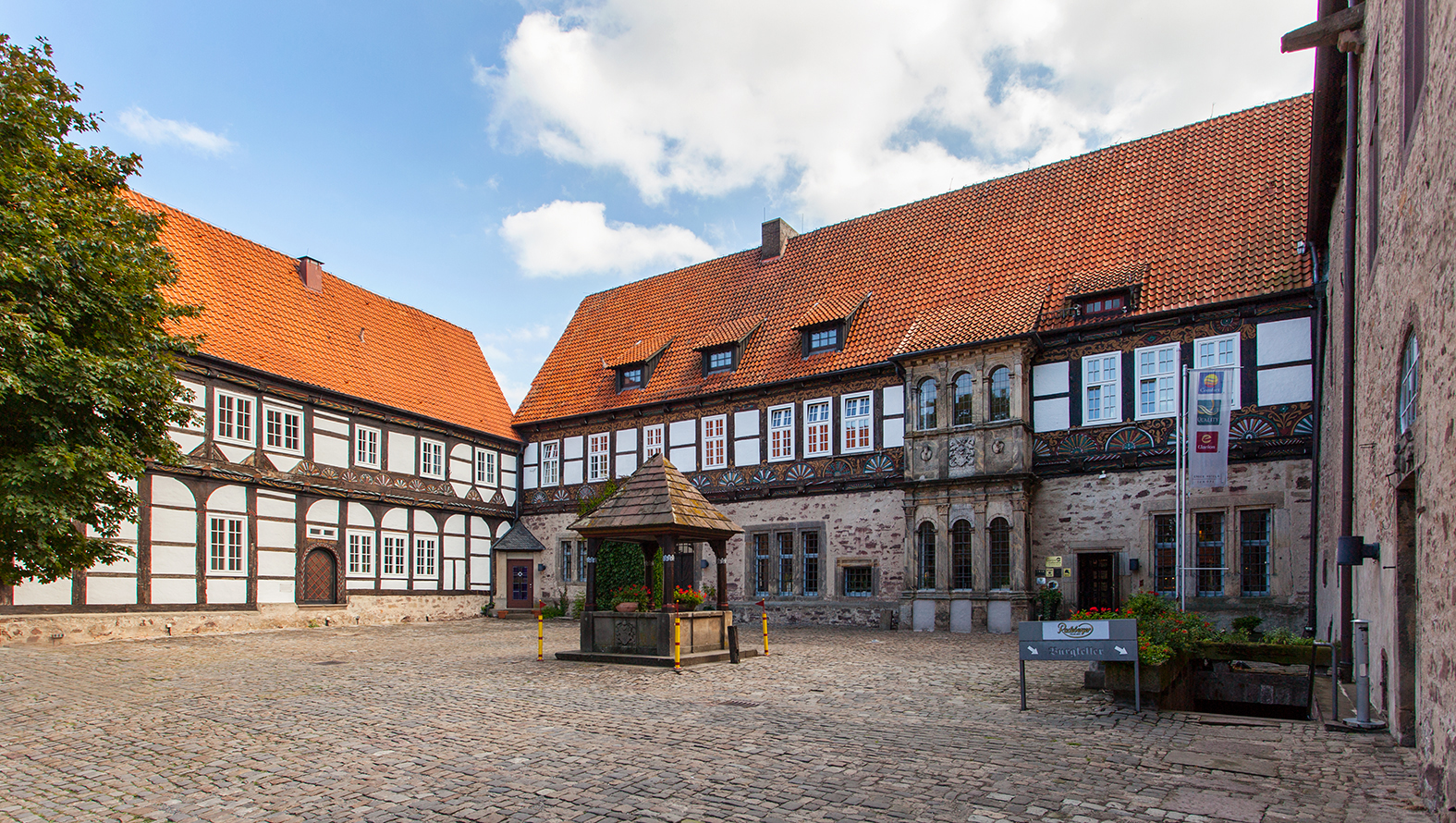
Burg Blomberg, Lippe
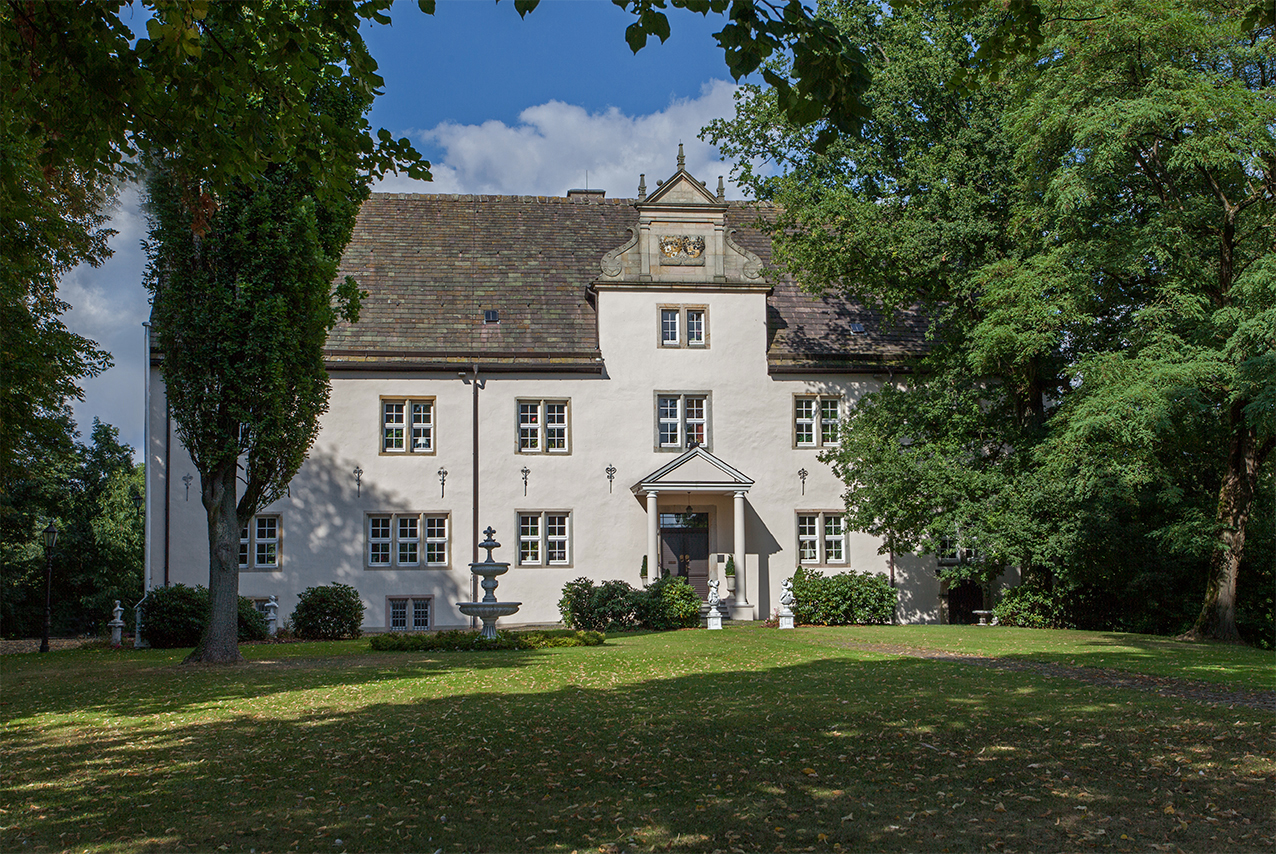
Schloss Alverdissen, Lippe
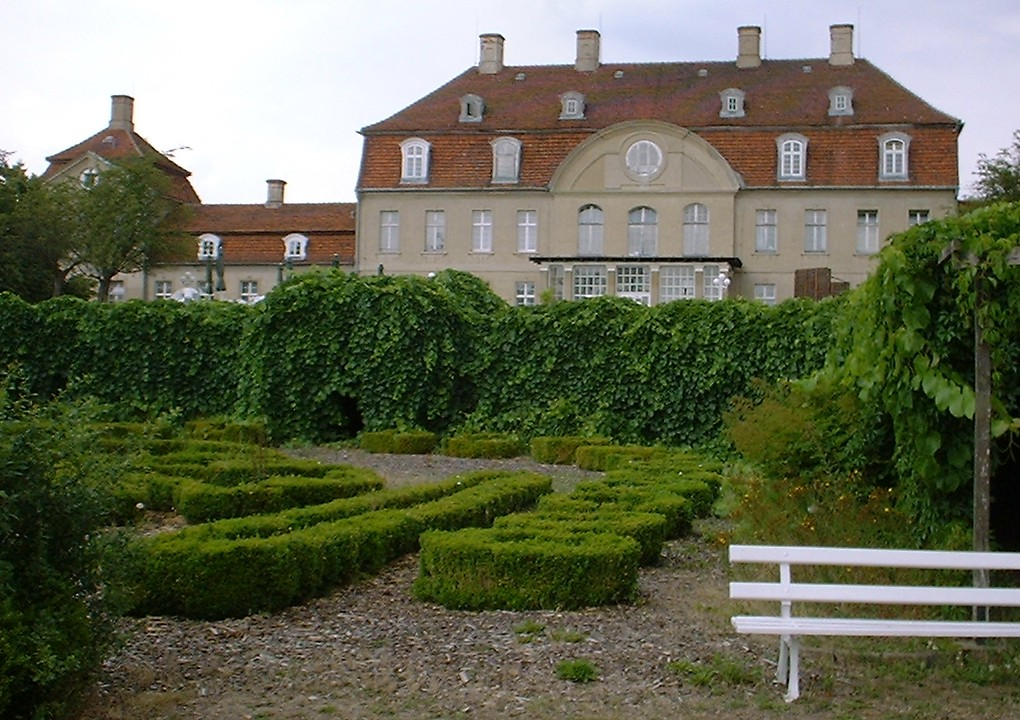
Herrenhaus Vietgest, Mecklenburg
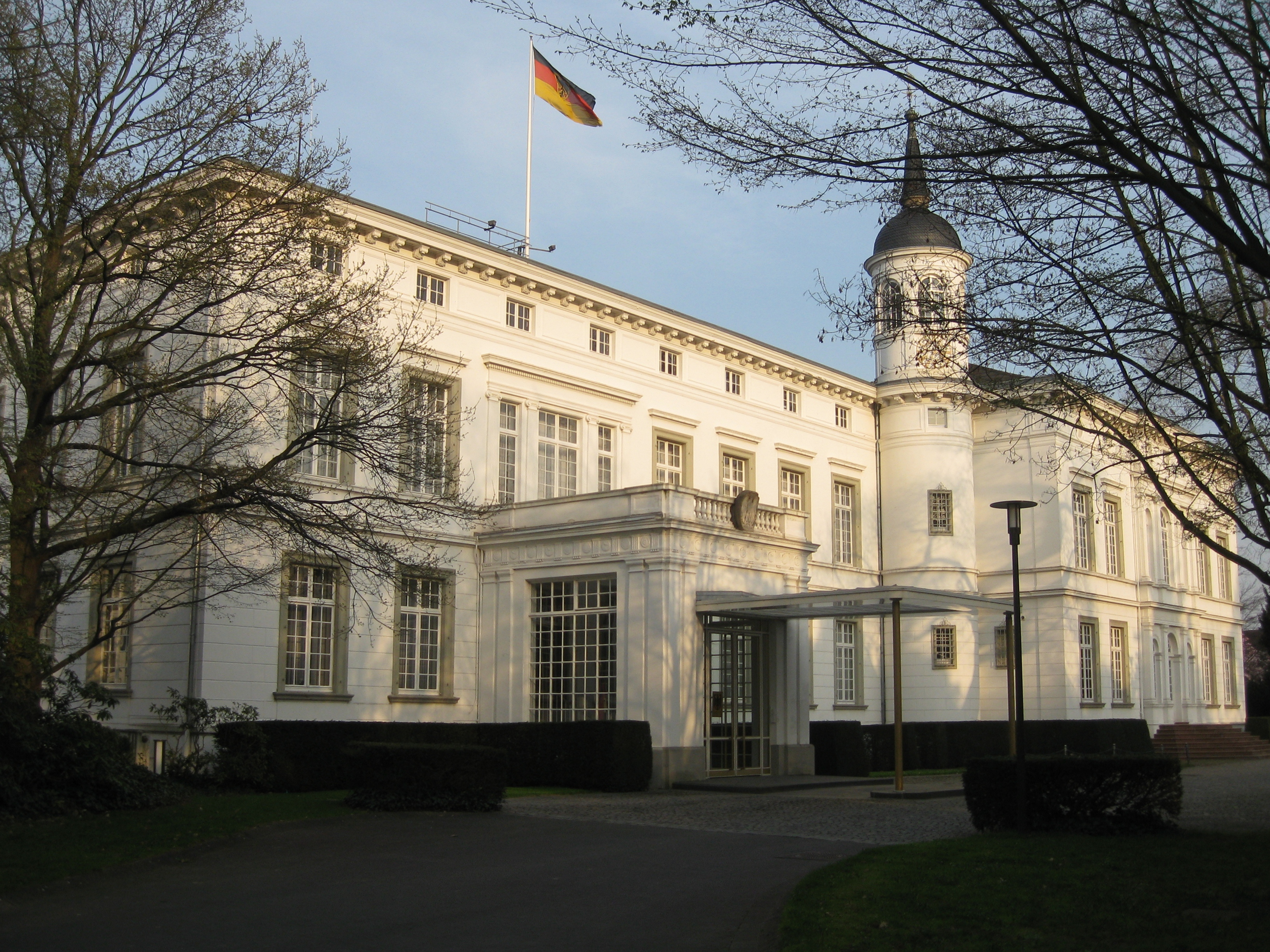
Palais Schaumburg, Bonn
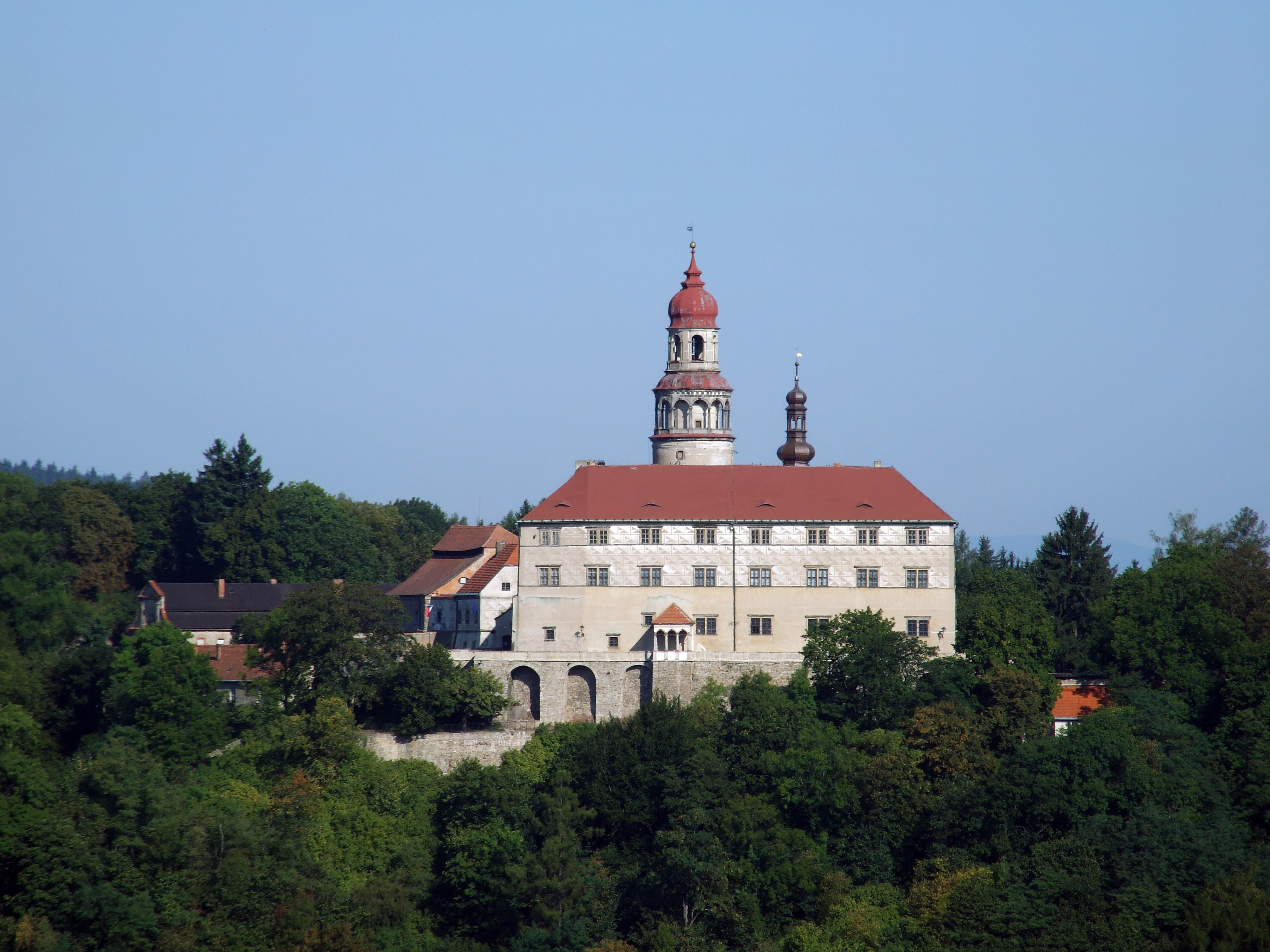
Schloss Náchod, Böhmen
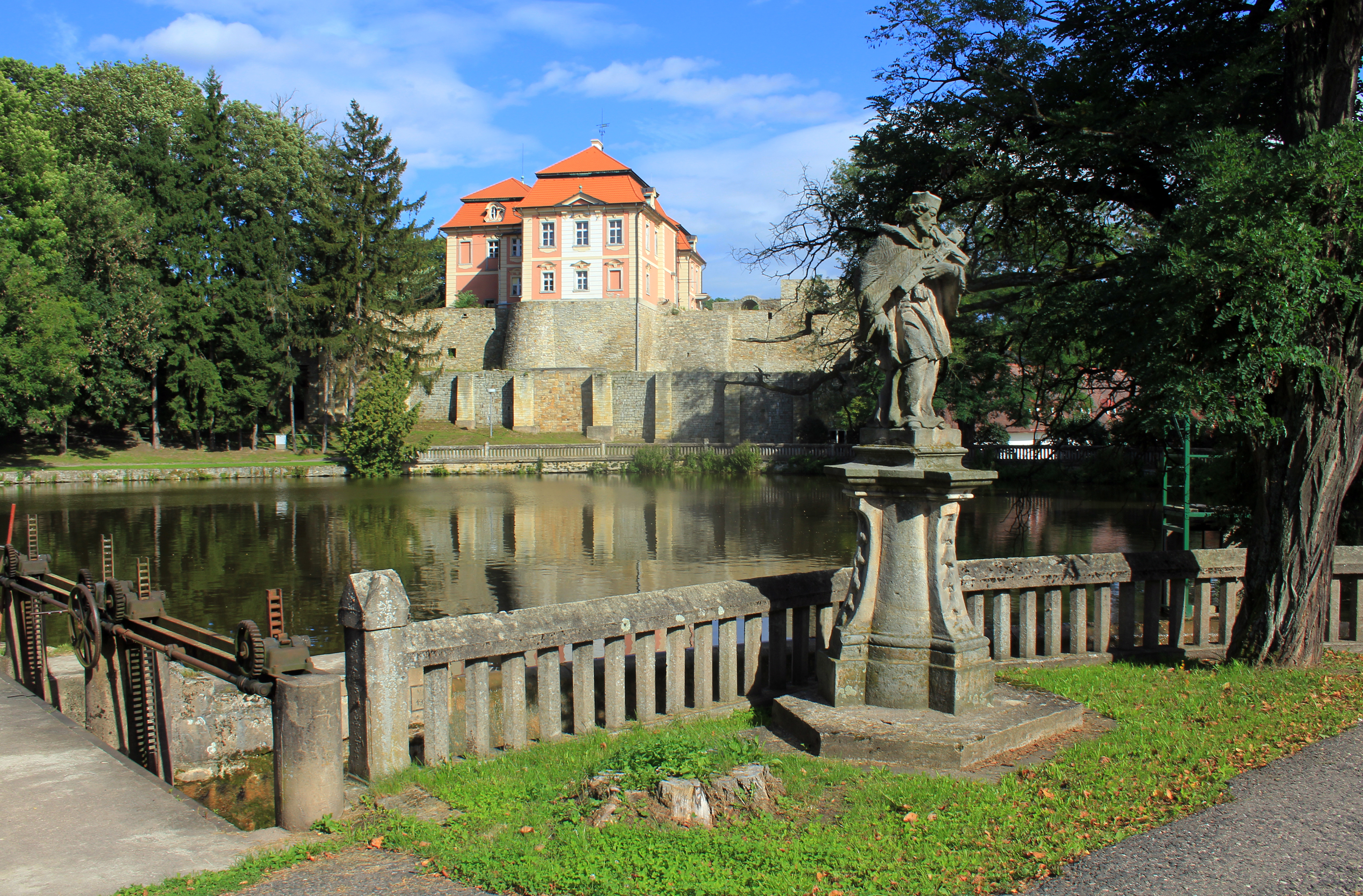
Schloss Chwalkowitz, Böhmen
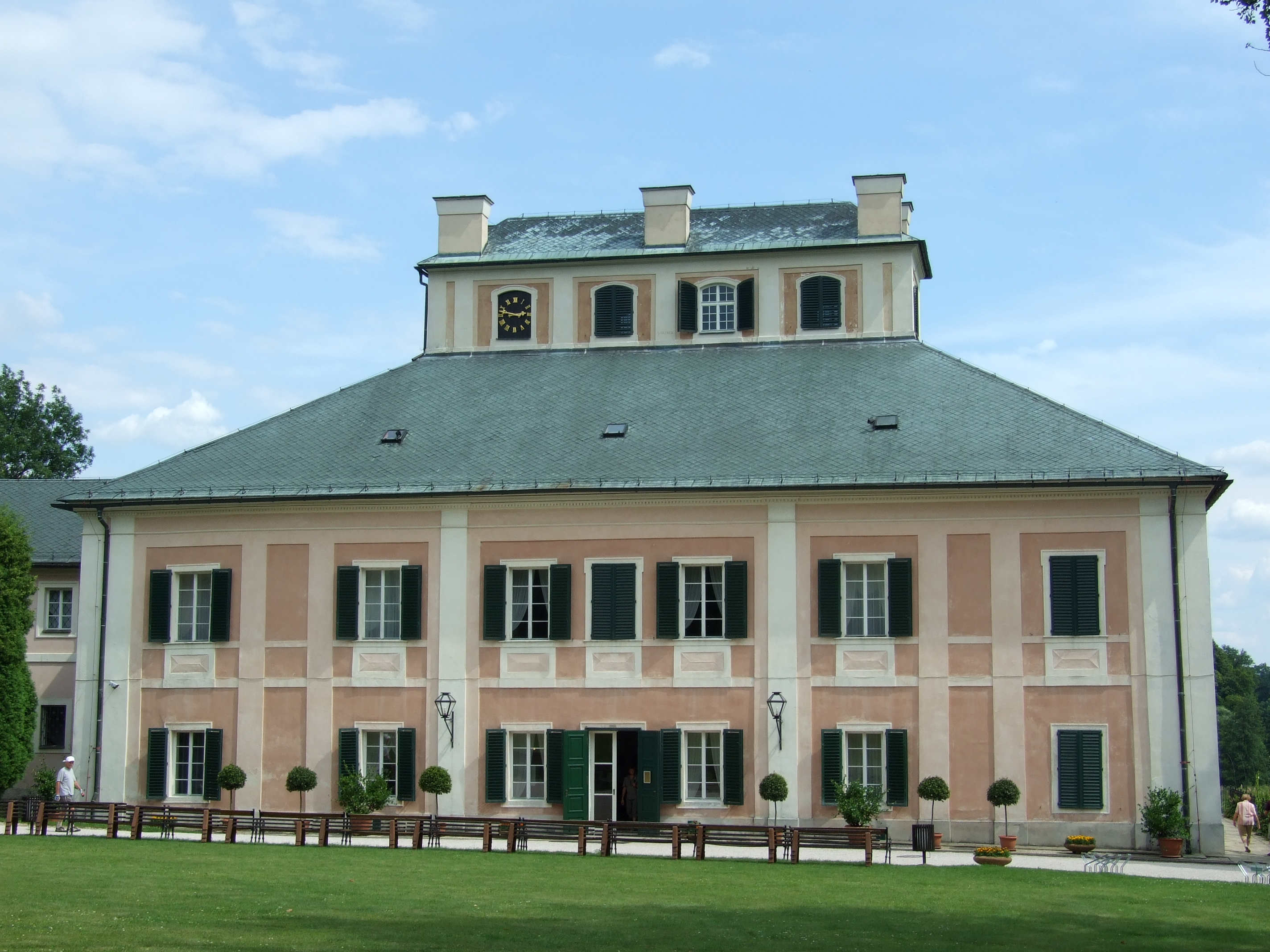
Schloss Ratibořice, Böhmen
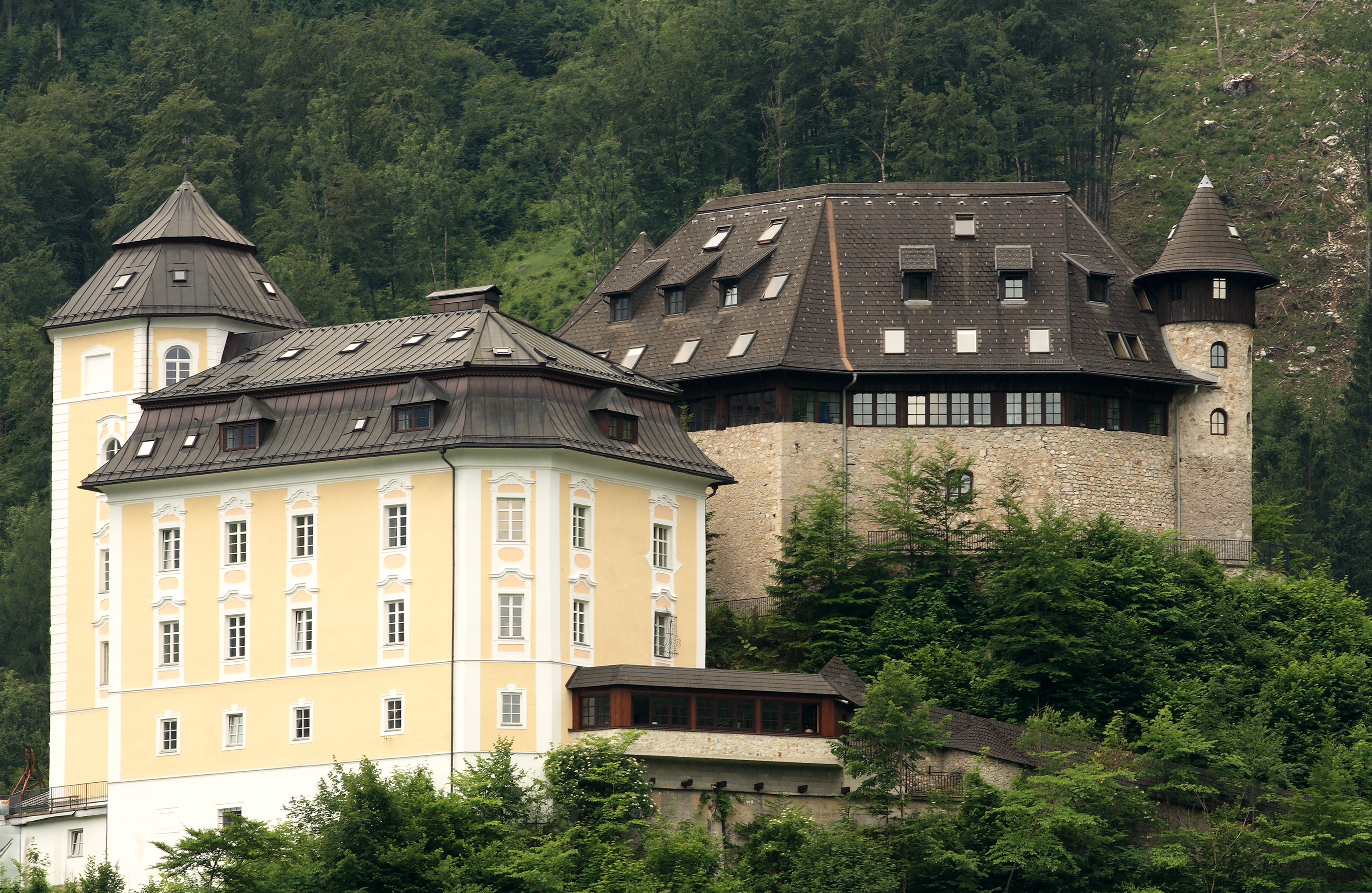
Schloss Klaus, Oberösterreich